# Mohammed Tchité
Mohammed „Mémé” Tchité (ur. 31 stycznia 1984 w Bużumburze) – burundyjski piłkarz grający na pozycji napastnika. Posiada obywatelstwa: Burundi, Rwandy, Belgii oraz Demokratycznej Republiki Konga.
Jest wychowankiem klubu Prince Louis Bujumbura, wywodzącego się z rodzinnej Bużumbury. W 2002 roku przeszedł do rwandyjskiego Victory Sport Mukura. Tam wypatrzyli go skauci belgijskiego Standardu Liège i latem 2003 roku zawodnik trafił do tego klubu. Początkowo grał w małej liczbie meczów, ale już w sezonie 2005/2006 był zawodnikiem wyjściowej jedenastki i wywalczył wówczas wicemistrzostwo kraju. W całym sezonie zdobył 16 goli stając się drugim strzelcem Eerste Klasse po Tosinie Dosunmu z Germinalu Beerschot.
10 lipca 2006 Tchité był bliski przejścia do Beitaru Jerozolima, jednak dwa tygodnie później ogłoszono jego transfer do RSC Anderlecht. W sezonie 2006/2007 zdobył 20 goli dla Anderlechtu i wywalczył mistrzostwo Belgii. Otrzymał również nagrodę „Hebanowego Buta” dla najlepszego piłkarza z Afryki w Belgii oraz uznano go Piłkarzem Roku.
19 czerwca 2007 podano, że Tchité ma przejść do Derby County, jednak ostatecznie 31 sierpnia, w ostatnim dniu okna transferowego, Mohammed podpisał kontrakt z hiszpańskim Racingiem Santander, w zastąpił Serba Nikolę Žigicia. W 2010 roku wrócił do Standardu. W 2012 roku przeszedł do Club Brugge. W 2015 najpierw grał w Petrolulu Ploeszti, a następnie został zawodnikiem Sint-Truidense VV.